# Roeterseiland

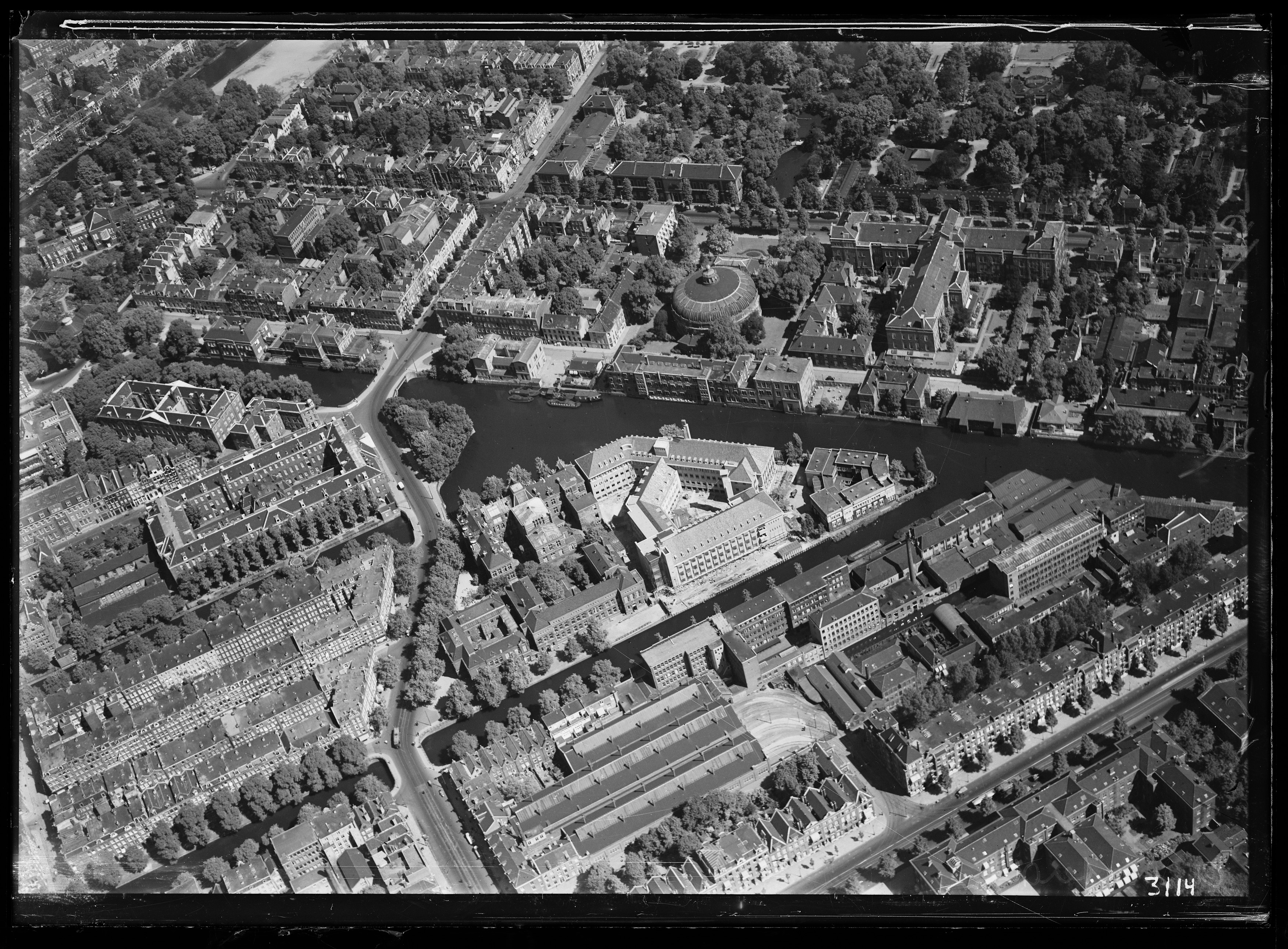
Luchtfoto van de Roetersstraat en omgeving, gezien in noordelijke richting. In het midden onder de Roetersstraat. In het midden van links naar rechts de Plantage Muidergracht. Daarachter de Plantagebuurt; circa 1930. Luchtvaartafdeeling, 1920-1940.

Roeterseiland was een eiland in het zuidoosten van de stad Amsterdam en lag binnen de stadswal bij de Muiderpoort. Tegenwoordig is het de locatie van de, aan en nabij de Amsterdamse Roetersstraat gelegen gebouwen van de Universiteit van Amsterdam (UvA) en wordt door de UvA vaak afgekort als REC (Roeterseilandcampus). 
Het eiland werd omgeven door de Achtergracht (Nieuwe Achtergracht), Muidergracht (Plantage Muidergracht), Lijnbaansgracht (gedempt, Valckenierstraat) en Roetersburgwal (Roetersstraat). Het gebied behoort tot het stadsdeel Amsterdam-Centrum. Het Roeterseiland ligt tegenwoordig ingesloten tussen de Sarphatistraat, de Plantage Muidergracht en de Roetersstraat. 

## Geschiedenis
Hendrik Roeters (1617-1699), schepen en in 1673 schout van de stad Amsterdam, was de eigenaar naar wie het oorspronkelijke eiland is vernoemd. Dit was kleiner en omvatte alleen het zuidelijke deel tussen de Nieuwe Achtergracht, Plantage Muidergracht, (Nieuwe) Lijnbaansgracht en de Roetersburgwal. De Roetersstraat is aangelegd op de in 1866 gedempte Roetersburgwal, de Valckenierstraat op het in 1905 gedempte deel van de Lijnbaansgracht.
Bij de stadsuitbreiding in de zeventiende eeuw buiten de grachtengordels, de derde en vierde uitleg, maar nog binnen de vroegere stadswal, werden op het Roeterseiland brandewijnstokerijen gevestigd. Restproducten gingen naar de dieren op het Varkenseiland naast Roeterseiland. Voorts kwam er een glasblazerij en een ijzergieterij..
Op de ‘Plattegrond der stad Amsterdam 1842’ is te zien dat het eiland in de lengte in tweeën werd gedeeld door de Roeterssloot. De Roetersstraat bestond nog niet. Op een stafkaart uit 1850 is te zien dat er bebouwing was. Die bebouwing op het oorspronkelijke eiland bestond uit een deel van een fabriek van stoomwerktuigen en uit woningen. De adressen bleven beperkt tot ‘Roeterseiland …’ (het huisnummer).
De huidige Roeters Eiland Campus (REC) ligt deels op de plek van drie elandjes die werden gevormd door twee oude vuilnisbelten en daarnaast een eilandje waarop een fabriek van stoomwerktuigen was gevestigd, en ten noorden van het Roeterseiland lagen, waar het huidige deel van de campus (gebouw JK) ligt. Het eiland was te bereiken vanaf de Weesperstraat (ter plaatse van het huidige Weesperplein), gevolgd door het Varkenseiland, waarmee de twee eilanddelen ieder door een brug waren verbonden. 
Vanaf 1904 tot 1952 diende het eiland als vestiging voor remise Roetersstraat van de Amsterdamse tram. Nadat het complex nog had gediend voor andere toepassingen van het GVBA en stalling voor de stadsreiniging, werd het in 1962 afgebroken.

## Vestiging UvA
Het vrijgekomen terrein diende daarna voor de nieuwbouw en vestiging van gebouwen van de UvA.
Vanaf de jaren 60 heeft de universiteit de exacte vakken geconcentreerd op het Roeterseiland. Deze zijn begin 21e eeuw verhuisd naar het Amsterdam Science Park in de Watergraafsmeer, dat officieel is geopend in november 2010.
Op het Roeterseiland hebben zich daarna onder andere de Faculteit Economie en Bedrijfskunde en de Faculteit der Maatschappij- en Gedragswetenschappen gevestigd. Ook bevindt zich hier de mensa Agora, de faciliteiten van de Stichting CREA en de redactie van het universiteitsmedium Folia.
De universiteitsgebouwen staan ten oosten van de Roetersstraat aan de Nieuwe Achtergracht, Nieuwe Prinsengracht, Plantage Muidergracht, Roetersstraat en Valckenierstraat. Aan de nabijgelegen Plantage Middenlaan bevindt zich de Artis Bibliotheek.
Op het vroegere eiland zijn nu de gebouwen A, B, C, I (CREA), J en K van de UvA/REC gevestigd.

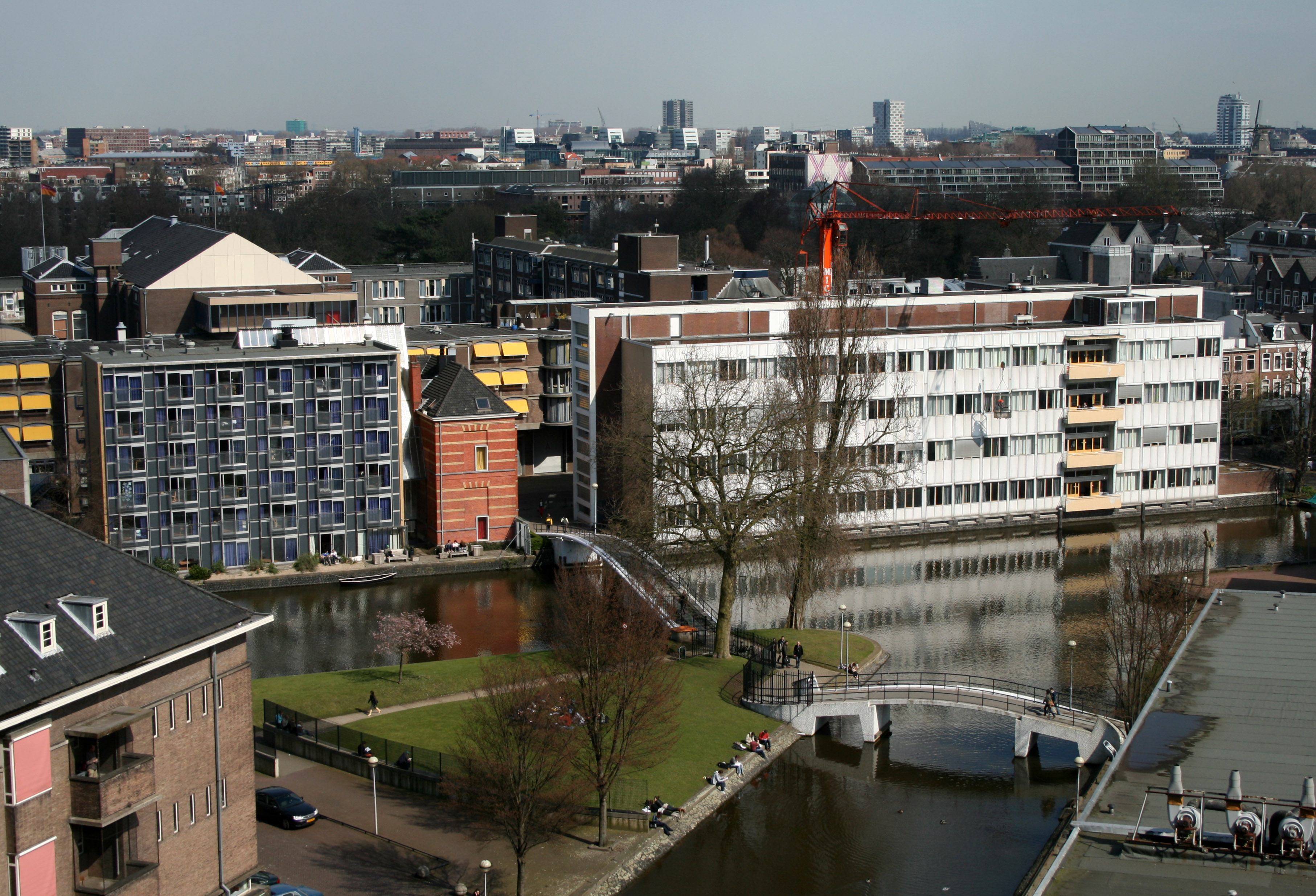
Deel van het roeterseilandcomplex, in wit 'gebouw P'
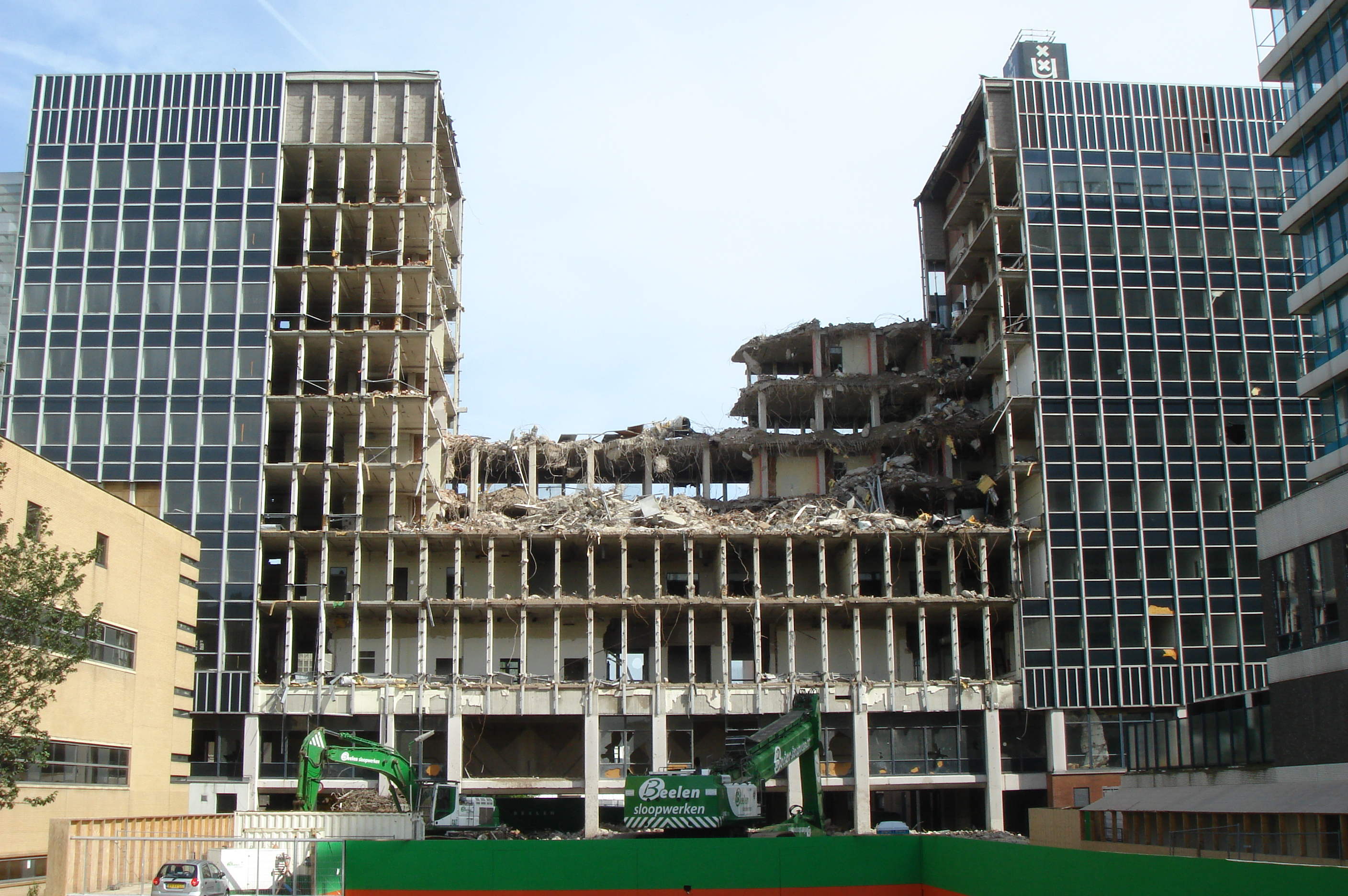
Sloop in 2011 van het voormalige chemisch laboratorium
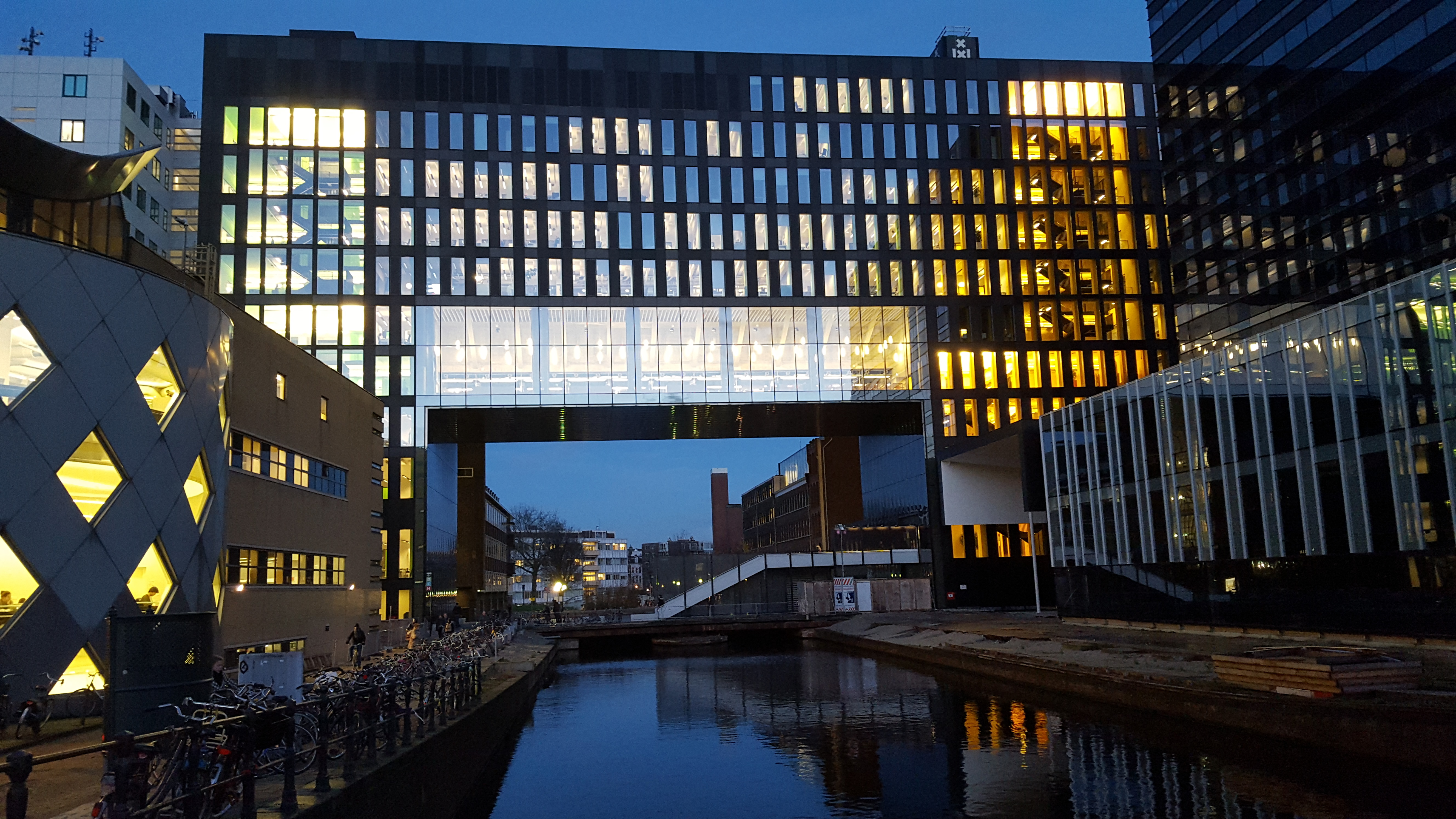
Voorzijde universiteitsgebouwen

 Abberdaan · Admiralenbuurt · Amstel III · Amsteldorp · Amstelkwartier · Andreas Ensemble · Apollobuurt · ArenAPoort · Bajeskwartier · Banne Buiksloot · Bedrijventerrein Sloterdijk · Bellamybuurt · Betondorp · Bijlmer · Binnenstad · Bloemenbuurt · Borgerbuurt · Borneo · Bos en Lommer · Buiksloot · Buiksloterham · Buikslotermeer · Buiteneiland · Buitenveldert · Bullewijk · Burgwallen Oude Zijde · Burgwallen Nieuwe Zijde · Centrum Amsterdam Noord · Centrumeiland · Chassébuurt · Chinatown · Cremerbuurt (Amsterdam) · Cruquius · Czaar Peterbuurt · Da Costabuurt · Dapperbuurt · De Aker · De Baarsjes · De Bongerd · De Eendracht · De Heining · De Krommert · De 9 Straatjes · De Omval · De Pijp · Diamantbuurt · Driemond · Disteldorp · Dubbele Buurt · Duivelseiland · Duvelshoek · Elzenhagen · Erasmusparkbuurt · Floradorp · Frederik Hendrikbuurt · Funenpark · Gaasperdam · Gein · Geuzenveld · Gibraltarbuurt · Gouden Reael · Gulden Winckelbuurt · Grachtengordel · Haarlemmerbuurt · Hallenkwartier · Haven-Stad · Haveneiland · Havenstraatterrein · Helmersbuurt · Het Funen · Holendrecht · Hoofddorppleinbuurt · Houthaven · IJ-oevers · IJburg · IJdock · IJplein · Indische Buurt · Jan Maijenbuurt · Java-eiland · Jeruzalem · Jeugdland ·Jodenbuurt · Jordaan · Julianapark · Kadijken · Kadoelen · Kattenburg · Kinkerbuurt · KNSM-eiland · Kolenkitbuurt · Kop van Jut · Van der Kunbuurt · Laan van Spartaan · Landlust · Landstrekenbuurt · Lastage · Leidsebuurt · Lutkemeer · Marathonbuurt · Marineterrein · Marken · Marktkwartier · Medisch Centrum Slotervaart · Mercatorbuurt · Middelveldsche Akerpolder · Molenwijk · Museumkwartier · Nellestein · Nieuw Sloten · Amsterdam Nieuw-West · Nieuwe Pijp · Nieuwendam · Nieuwendammerdijk en Buiksloterdijk · Nieuwendammerham · Nieuwezijde · Nieuwmarkt · Noorderhof · Noordoever Sloterplas · Noordse Bos · Olympisch Kwartier · Omval · Ookmeer · Oostelijk Havengebied · Oostelijke Eilanden · Oostelijke Handelskade · Oostenburg · Oosterdokseiland · Oosterparkbuurt · Oostoever Sloterplas · Oostpoort · Oostzanerwerf · Osdorp · Oud Osdorp · Oud-Oost · Oud-West · Oud-Zuid · Oude Pijp · Oudezijde · Overamstel · Overhoeks · Overtoombuurt · Overtoomse Buurt · Overtoomse Veld · Park Haagseweg · Park de Meer · Plan van Gool · Plan West · Plan Zuid · Planciusbuurt · Plantagebuurt · Postjesbuurt · Prinses Irenebuurt · Rapenburg · Reigersbos · Riekerpolder · Rieteilanden · Rietlanden · Rivierenbuurt · Robert Scottbuurt · Roeterseiland · Ruigoord · Schinkel (bedrijventerrein) · Schinkelbuurt · Science Park · Sloten · Sloterdijk · Sloterdijk-Centrum · Slotermeer · Slotervaart · Sluisbuurt · Spaarndammerbuurt · Spieringhorn · Sporenburg · Sportheldenbuurt · Staatsliedenbuurt · Stadionbuurt · Steigereiland · Strandeiland · Teleport · Transvaalbuurt · Trompbuurt · Tuindorp Buiksloot · Tuindorp Buiksloterham · Tuindorp Nieuwendam · Tuindorp Oostzaan · Tuttifruttidorp · Van Tijenbuurt · Uilenburg · Universiteitskwartier · Valkenburg · Van der Kunbuurt · Van der Pekbuurt · Van Lennepbuurt · Venserpolder · Vlooienburg · Vogelbuurt · Vogeldorp · Vogeltjeswei · Volewijck · Vondelparkbuurt · Vrije Geer · Waalseiland · Watergraafsmeer · Waterlandpleinbuurt · Waterwijk · Weesp · Weesperbuurt · Weespertrekvaartbuurt · Weesperzijde · Westelijke Eilanden · Westelijke Tuinsteden · Westerdokseiland · Westerpark · Westpoort · Willemspark · Wittenburg · Zeeburg · Zeeburgereiland · Zeeheldenbuurt · Zuidas · Zuideramstel